# Concerto per due pianoforti e orchestra (Bartók)
Il Concerto per due pianoforti, percussioni e orchestra, Sz. 115, è una composizione di Béla Bartók

## Storia
Nel 1936 vi fu per Bartók un ritorno di prosperità in virtù del ricevimento di alcune commissioni, dell’edizione delle sue partiture a Londra e della ripresa dell’attività concertistica grazie a un miglioramento delle condizioni di salute. Ciò malgrado, il compositore era sempre più afflitto e tormentato a causa dell’espansione del nazismo. Quando seppe che le opere di Arnold Schönberg, Darius Milhaud e Igor Stravinski erano state bandite nel Terzo Reich quali manifestazioni di “arte degenerata”, Bartók mosso dall’indignazione fece inoltrare al Ministro della propaganda Joseph Goebbels la richiesta che anche le sue opere fossero inserite nella lista nera delle composizioni proibite in Germania. Risolutamente antinazista e animato da un profondo senso di giustizia, arrivò anche a prendere in considerazione l’idea di convertirsi alla religione ebraica per senso di solidarietà umana verso coloro che più di tutti soffrivano le persecuzioni di Hitler e del suo regime. 
Malgrado tutto, proprio in questo periodo così travagliato e difficile per lui, Bartók trovò l’ispirazione per comporre alcune delle sue opere più geniali e originali che avrebbero lasciato una traccia profonda nella storia della musica contemporanea: la Musica per archi, percussione e celesta e la Sonata per due pianoforti e percussioni . 
La Sonata fu scritta dietro richiesta della Sezione di Basilea della Società Internazionale di Musica Contemporanea ed eseguita per la prima volta a Basilea il 16 gennaio 1938, con Bartók e sua moglie Ditta al pianoforte. Più tardi, il compositore ungherese scrisse una versione amplificata del lavoro, con l’aggiunta dell’accompagnamento orchestrale ma lasciando pressoché immutate le parti dei pianoforti e degli strumenti a percussione. La prima esecuzione del Concerto per due pianoforti, percussioni e orchestra ebbe luogo a New York nel gennaio 1943, nel corso di un concerto della Philharmonic Symphony Society . Grande estimatore e interprete di questo doppio concerto per pianoforti fu il maestro statunitense Leonard Bernstein.

## Struttura
Animato dal desiderio di sperimentare nuove idee, Bartók aveva già provato a realizzare insolite combinazioni sonore tra il pianoforte e le percussioni nel Primo e Secondo Concerto per pianoforte.  
Nel Concerto per due pianoforti, la volontà di sperimentare si manifesta in maniera ancora più accentuata, con gli strumenti a percussione (xilofono, tre timpani, due tamburi, grancassa, piatti, piatti sospesi, triangolo e tam-tam) che hanno una parte fondamentale nella composizione in quanto, oltre a sottolineare le parti musicali dei due pianoforti, diventano in taluni passaggi importanti strumenti solisti. Non vi è indicazione esplicita di tonalità, ma nelle mutevoli modalità formate da strutture intervallistiche asimmetriche sono chiaramente presenti, seppure sfuggenti, precisi centri tonali .
In questo lavoro sono evidenti alcuni tratti precipui dello stile di Bartók, come l’uso di temi brevi, ritmi selvaggi ed energici e del contrappunto (specialmente nel primo movimento), oltre alla suggestione di suoni notturni nel secondo tempo (che si ritrova in molti tempi lenti di opere di Bartók) ed agli accenni a melodie del folclore mitteleuropeo nel finale “a rondò”. 
Un carattere distintivo della partitura del Concerto è dato dall’impiego di differenti maniere di suonare gli strumenti a percussione; sono utilizzate non solo le tradizionali bacchette da tamburo, ma anche bastoncini di legno e perfino lame di temperino; inoltre Bartók ha stabilito con molta precisione il raggruppamento delle percussioni affinché corrispondano timbricamente con i pianoforti. Per quanto riguarda la struttura formale della composizione, essa è stata chiaramente definita dall’autore in un testo introduttivo, nel quale è specificato che si attiene rigorosamente ai modelli classici della forma sonata, con annessa coda in forma di fugato (nel primo movimento), della semplice forma di romanza a - b - a (nel secondo) e di un’unione di rondò e di forma sonata (nel terzo) .

## Assai lento; Allegro molto
Nel primo movimento, il principale motivo è un’attorcigliata figurazione che colma di passaggi cromatici lo spazio di un tritono. La musica acquista corpo dalle aumentazioni intervallistiche, dalle inversioni e dalle imitazioni canoniche. L’agitazione cresce fino al momento in cui il ritmo raggiunge l’Allegro molto. Chiare triadi maggiori risplendono in mezzo a collisioni politonali. Appare una grandiosa asserzione, in tempo Un poco maestoso. Un ritmo rollante porta ad una fuga, mentre i pianisti percorrono le tastiere in direzioni opposte. Una poderosa coda porta il movimento alla sua conclusione.

## Lento ma non troppo
Nel secondo movimento, la melodia iniziale oscilla lentamente lungo mutevoli accenni modali. Di colpo appare una nervosa quintina, rapidamente pulsante, incrementata in forza e velocità, che presto raggiunge il più acuto registro della tastiera in fortissimo. Una serie di accordi dissonanti è posta in moto nelle parti pianistiche, mentre le quintine tematiche mantengono il loro impulso ritmico nell’orchestra.   

## Allegro non troppo
Il finale è un brillante rondò nel quale si riconoscono numerose delle invenzioni pianistiche favorite di Bartók, quali: rapidi passaggi polimodali che attraversano la tastiera, parallelismi di triadi, trilli multipli dissonanti, secchi accordi arpeggiati. La coda è notevole per le limpide triadi maggiori che divergono nei due pianoforti terminando in un candido do maggiore.